# Clubul Sportiv al Armatei Steaua București 1985-1986
Questa voce raccoglie le informazioni riguardanti il Steaua București nelle competizioni ufficiali della stagione 1985-1986.

## Stagione
Lo Steaua Bucarest si conferma campione di Romania prendendo la testa della Divizia A alla quarta giornata e assicurandosi il titolo con quattro gare di anticipo; nonostante le 29 reti realizzate, Victor Pițurcă non è capocannoniere del torneo. In Coppa nazionale lo Steaua esclude Minerul Băiuţ (8-1), Rapid Bucarest (4-2), Progresul Bucarest (5-1) e Jiul Petroșani (2-1), perdendo la finale nel derby contro la Dinamo Bucarest per 1-0. In Europa, i romeni superano il Vejle (5-2), l'Honvéd (4-2) e il Kuusysi (1-0 segnato da Pițurcă a cinque minuti dalla fine della sfida di ritorno), raggiungendo le semifinali della Coppa Campioni. Dopo aver subito una sconfitta per 1-0 all'andata, lo Steaua batte anche l'Anderlecht al ritorno per 3-0 grazie a due reti dell'attaccante Pițurcă e raggiunge la finale contro gli spagnoli del Barcellona. Entrambe non hanno mai vinto la competizione, ma l'incontro, disputatosi a Siviglia, vede il Barcellona favorito: lo Steaua Bucarest resiste all'assedio avversario e la sfida si protrae ai calci di rigore, dove l'estremo difensore del club romeno Helmuth Duckadam respinge le quattro conclusioni dei tiratori blaugrana contro le due parate dal collega spagnolo Javier Urruticoechea e consente allo Steaua di vincere la Coppa Campioni (a segno per i romeni Marius Lăcătuș e Gavril Balint). Duckadam è soprannominato Eroe di Siviglia e a fine anno è anche nominato calciatore rumeno dell'anno. Nella prima finale terminata senza gol, lo Steaua Bucarest vince la prima Coppa dei Campioni della storia del calcio romeno.

## Maglie e sponsor
Lo sponsor tecnico per la stagione 1985-1986 è Adidas.
| Manica sinistra · Manica sinistra · Maglietta · Maglietta · Manica destra · Manica destra · Pantaloncini · Pantaloncini · Calzettoni · Calzettoni | Manica sinistra · Manica sinistra · Maglietta · Maglietta · Manica destra · Manica destra · Pantaloncini · Pantaloncini · Calzettoni · Calzettoni | Manica sinistra · Manica sinistra · Maglietta · Maglietta · Manica destra · Manica destra · Pantaloncini · Pantaloncini · Calzettoni · Calzettoni |

## Rosa
| N. |                    | Ruolo | Calciatore              |
| -- | ------------------ | ----- | ----------------------- |
|    | Romania (bandiera) | P     | Helmuth Duckadam        |
|    | Romania (bandiera) | P     | Dumitru Stângaciu       |
|    | Romania (bandiera) | D     | Ilie Bărbulescu         |
|    | Romania (bandiera) | D     | Miodrag Belodedici      |
|    | Romania (bandiera) | D     | Adrian Bumbescu         |
|    | Romania (bandiera) | D     | Ștefan Iovan (capitano) |
|    | Romania (bandiera) | D     | Dan Petrescu            |
|    | Romania (bandiera) | D     | Anton Weissenbacher     |
|    | Romania (bandiera) | C     | Lucian Bălan            |

| N. |                    | Ruolo | Calciatore        |
| -- | ------------------ | ----- | ----------------- |
|    | Romania (bandiera) | C     | Ladislau Bölöni   |
|    | Romania (bandiera) | C     | Mihail Majearu    |
|    | Romania (bandiera) | C     | Constantin Pistol |
|    | Romania (bandiera) | C     | Tudorel Stoica    |
|    | Romania (bandiera) | A     | Gavril Balint     |
|    | Romania (bandiera) | A     | Marius Lăcătuș    |
|    | Romania (bandiera) | A     | Victor Pițurcă    |
|    | Romania (bandiera) | A     | Marin Radu        |
|    | Romania (bandiera) | A     | Anghel Iordănescu |

## Risultati

### Coppa di Romania
| 4 dicembre 1985 Sedicesimi di finale | Minerul Băiuţ | 1 – 8 | Steaua Bucarest |  |

| 26 febbraio 1986 Ottavi di finale | Steaua Bucarest | 4 – 2 | Rapid Bucarest |  |

| 15 maggio 1986 Quarti di finale | Steaua Bucarest | 5 – 1 | Progresul Bucarest |  |

| 21 giugno 1986 Semifinale | Jiul Petroșani | 1 – 2 | Steaua Bucarest |  |

| Arbitro: | Petrescu (Braşov) |

|               |           |  |
| Damaschin 71’ | Marcatori |  |

### Coppa dei Campioni
| Arbitro: | Fockler |

|             |           |          |
| Barnett 71’ | Marcatori | 89’ Radu |

| Arbitro: | Lo Bello |

|                                             |           |              |
| Pițurcă 8’ Bölöni 34’ Balint 51’ Stoica 74’ | Marcatori | 37’ Simonsen |

| Arbitro: | Bridges |

|            |           |  |
| Détári 34’ | Marcatori |  |

| Arbitro: | Brummeier |

|                                                          |           |                   |
| Pițurcă 1’ Lăcătuș 35’ Bărbulescu 51’ Majearu 59’ (rig.) | Marcatori | 64’ (rig.) Détári |

| Bucarest 5 marzo 1986, ore 14:00 Quarti di finale - Andata | Steaua Bucarest | 0 – 0 referto | Kuusysi | Stadio Ghencea (30.000 spett.)\| Arbitro: \| Gächter \| |
| Arbitro:                                                   | Gächter         |               |         |                                                         |

| Arbitro: | Christov |

|  |           |             |
|  | Marcatori | 86’ Pițurcă |

| Arbitro: | Prokop |

|           |           |  |
| Scifo 76’ | Marcatori |  |

| Arbitro: | Roth |

|                            |           |  |
| Pițurcă 4’, 71’ Balint 23’ | Marcatori |  |

| Arbitro: | Vautrot |

|                               |                      |                                      |
| Majearu Bölöni Lăcătuș Balint | Tiri di rigore 2 – 0 | Alexanko Pedraza Pichi Alonso Marcos |